# کولونیا (میکرونزی)
کولونیا یک شهرک ساحلی و پایتخت ایالت پوناپی در ایالات فدرال میکرونزی است. این شهرک در جنوب باختری منطقه شهرک داری سوکس قرار دارد. تا پیش از سال ۱۹۸۹ این شهرک و انتخاب پالیکیر، پایتخت ایالات فدرال میکرونزی نیز بود.
فرودگاه بین‌المللی پوناپی با کد انجمن بین‌المللی حمل‌ونقل هوایی (یاتا) PNI در آبخوست کوچک دِکِتیک قرار دارد و با گذرگاه دِکِتیک به کولونیا وصل است.

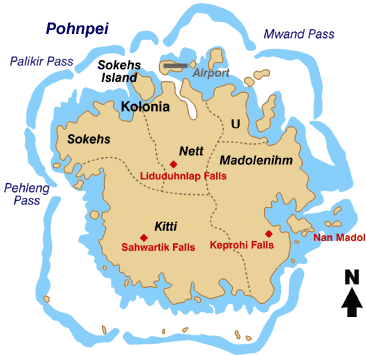
نقشه جزیره پوناپی و تقسیمات کشوری آن

## جزئیات

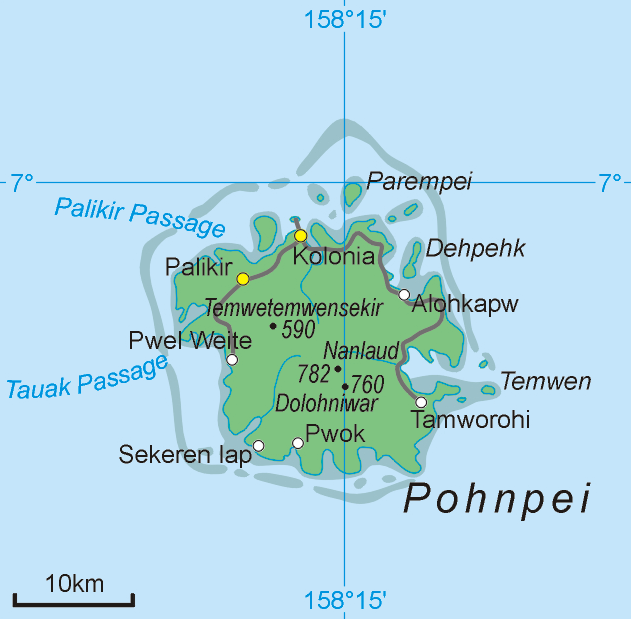
منطقه کولونیا

شهرک کولونیا در شمال آبخوست پوناپی قرار دارد. این شهرک در گذشته، بخشی از منطقه شهرک داری نت بود. اما در مه ۱۹۶۵ به صورت منطقه شهرک داری جداگانه در آمد. بر پایه سرشماری سال ۲۰۱۰، ۶،۰۷۴ نفر در آن زندگی می‌کنند که بیشترین جمعیت در مرکز پوناپی و قطب اقتصادی آبخوست است. مساحت کولونیا ۱٫۵ کیلومتر مربع (۰٫۵۸ مایل مربع) است و ساختمان‌های زیادی در اطرف مرکز شهرک آن ساخته شده‌اند.

## تاریخچه
تاریخ کولونیا با اشغالگران بسیاری که پوناپی را اشغال کرده‌اند در هم آمیخته است. شواهد ساکنان پیشین پوناپی و کولونیا در سراسر آبخوست یافت می‌شود. به طور سنتی، مرکز قدرت پوناپی در مادولینیم در جنوب خاوری‌ترین بخش آبخوست بود. در آن زمان کولونیا به «مِسِنینگ» به معنی "چهره‌ی باد" یا "سَرِ باد" شناخته می‌شد.
نخستین پایه‌های شهرک کولونیا در سال ۱۸۸۷ به دست اسپانیایی‌ها ساخته شد. آنها نام این شهرک را «سانتیاگو د لا آسِنسیون» گذاشتند. هدف آنها ایجاد پایتخت مدیریتی و نظامی بود. امروزه یک قلعه به نام «دیوار اسپانیایی» باقی مانده است که برای پشتیبانی از دولت استعماری و پادگان ساخته شده بود.
در ۱۸۹۹ در پیامد جنگ آمریکا و اسپانیا، امپراتوری آلمان، پوناپی و همه جزایر کارولین را از اسپانیا خرید و دفترهای منطقه‌ای خود را در کولونیا بنا نهاد. راه‌ها، اسکله‌ها، ساختمان‌ها ساخته شدند. امروزه یک برج ناقوس کلیسا، و گورستان از آن هنگام باقی مانده است. اما تا هنگام ورود آلمانی‌ها و دیگر بیگانگان برای زندگی، شهرک همچنان کوچک باقی ماند. در سال ۱۹۰۵ کولونیا و پوناپی شمالی بر اثر توفان در هم شکستند.

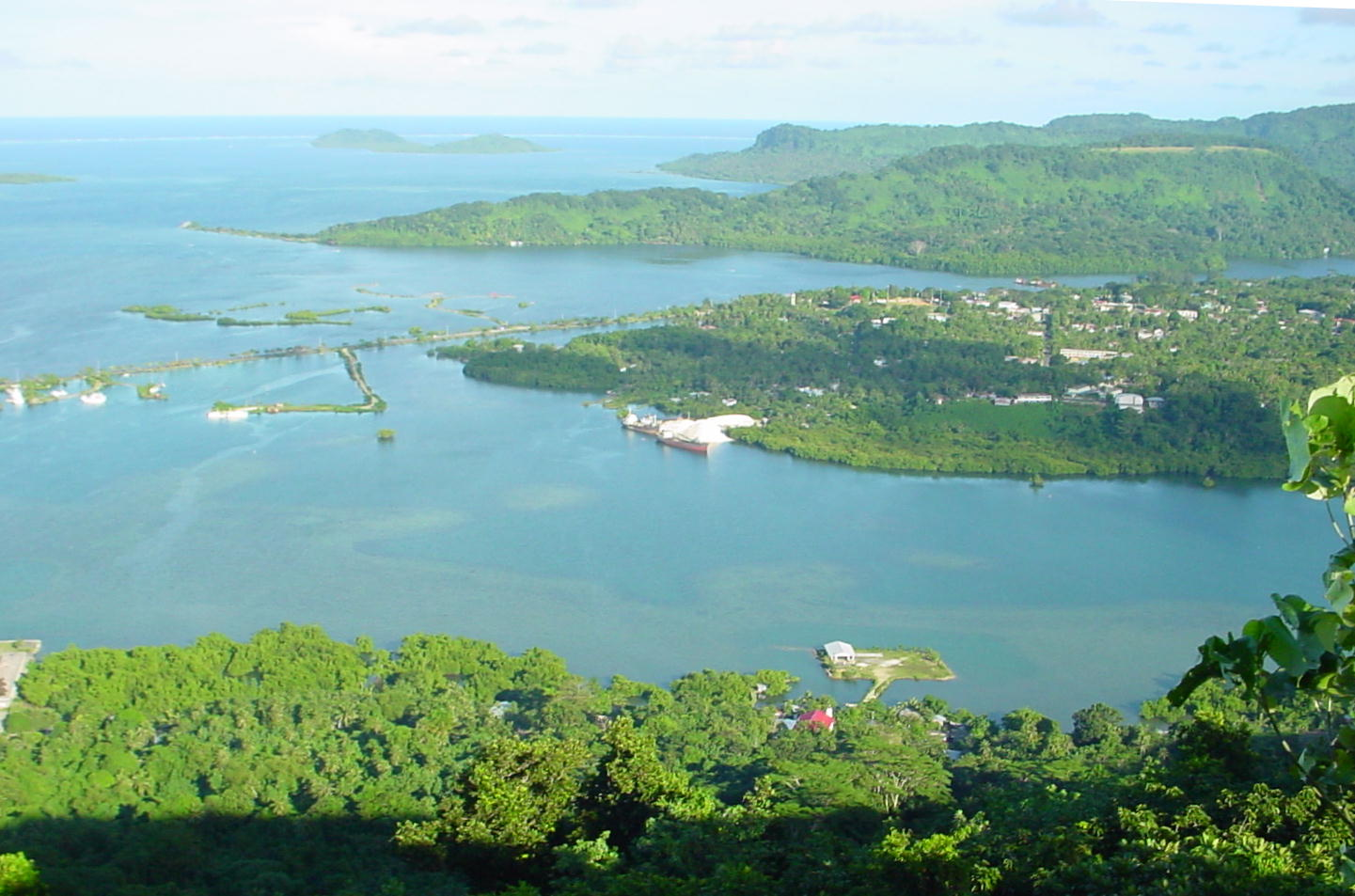
شهرک کولونیا با نگاه از یال سوکس

در هنگام جنگ جهانی اول، امپراتوری ژاپن، پوناپی و دیگر آبخوست‌های استعماری امپراتوری استعماری آلمان در شمال خط استوا را اشغال کرد. برخلاف اشغالگران پیشین، ژاپنی‌ها هزاران نفر از مردم بیگانه را به میکرونزی کوچاندند که در برخی آبخوست‌ها از ساکنان بومی آن نیز فزونی یافت. بیشتر این مردم بیگانه که از استان اوکیناوا بودند زیرساخت‌های پوناپی را گسترش داده و در نقاط دیگر نیز ساکن شدند. کسانی که در دهه ۱۹۳۰ (میلادی) از پوناپی بازدید می‌کردند می‌گفتند که با سایه‌بان مغازه‌ها، می‌توانستند بدون خیس شدن زیر باران، در درازای خیابان ناماکی (کاسِلِلهای امروزی) پیاده‌روی کنند.
در هنگام جنگ جهانی دوم بخش بزرگی از کولونیا ویران شد. زیرا ۱۱۸ تن بمب آمریکایی ریخته شد. ۶۰۰ مورد آتش‌سوزی اتفاق افتاد و توپخانه‌های دریایی دشمن، شهرک و استحکامات موجود در آبخوست را نشانه گرفتند. پوناپی همه این جنگ‌ها را پشت سر گذاشت. اما ویرانه‌های زنگ‌زده تجهیزات ژاپنی‌ها مانند هواپیماهای سقوط کرده و مخزن‌های سوخت هنوز در آبخوست دیده می‌شوند. پس از جنگ، کولونیا بدست نیروی دریایی ایالات متحده آمریکا و پس از آن بدست وزارت کشور ایالات متحده آمریکا بازسازی شده و گسترش یافت. امروز نیز ساخت و ساز در بسیاری از نقاط شهرک ادامه دارد. همه‌پرسی قانون اساسی ایالات فدرال میکرونزی و پیمان دولت آزاد به استقلال ایالات فدرال میکرونزی انجامید.

## سازمان‌های جهانی
با وجود اینکه، پالیکیر پایتخت امروزی ایالات فدرال میکرونزی است، اما ایالات متحده آمریکا، استرالیا، ژاپن، و چین در کولونیا سفارت دارند. سازمان‌هایی چون سپاه صلح، جایکا، وردتک، نهضت بین‌المللی صلیب سرخ و هلال احمر، و سپاه داوطلبان انجمن عیسی در این شهرک دفتر دارند.

## آب و هوا
| داده‌های اقلیم کولونیا   | داده‌های اقلیم کولونیا | داده‌های اقلیم کولونیا | داده‌های اقلیم کولونیا | داده‌های اقلیم کولونیا | داده‌های اقلیم کولونیا | داده‌های اقلیم کولونیا | داده‌های اقلیم کولونیا | داده‌های اقلیم کولونیا | داده‌های اقلیم کولونیا | داده‌های اقلیم کولونیا | داده‌های اقلیم کولونیا | داده‌های اقلیم کولونیا | داده‌های اقلیم کولونیا |
| ماه                     | ژانویه                | فوریه                 | مارس                  | آوریل                 | مه                    | ژوئن                  | ژوئیه                 | اوت                   | سپتامبر               | اکتبر                 | نوامبر                | دسامبر                | سال                   |
| ----------------------- | --------------------- | --------------------- | --------------------- | --------------------- | --------------------- | --------------------- | --------------------- | --------------------- | --------------------- | --------------------- | --------------------- | --------------------- | --------------------- |
| میانگین بیش‌ترین °C (°F) | ۲۹ (۸۴)               | ۲۹ (۸۴)               | ۲۹ (۸۵)               | ۲۹ (۸۵)               | ۲۹ (۸۵)               | ۲۹ (۸۵)               | ۳۰ (۸۶)               | ۳۰ (۸۶)               | ۳۰ (۸۶)               | ۳۰ (۸۶)               | ۲۹ (۸۵)               | ۲۹ (۸۴)               | ۲۹ (۸۵)               |
| میانگین کم‌ترین °C (°F)  | ۲۶ (۷۸)               | ۲۶ (۷۸)               | ۲۶ (۷۹)               | ۲۶ (۷۸)               | ۲۶ (۷۸)               | ۲۵ (۷۷)               | ۲۴ (۷۶)               | ۲۴ (۷۶)               | ۲۴ (۷۶)               | ۲۴ (۷۶)               | ۲۵ (۷۷)               | ۲۶ (۷۸)               | ۲۵ (۷۷)               |
| بارندگی میلی‌متر (اینچ)  | ۳۰۰ (۱۱٫۹)            | ۲۶۰ (۱۰٫۳)            | ۳۵۰ (۱۳٫۹)            | ۴۵۰ (۱۷٫۸)            | ۵۰۰ (۱۹٫۷)            | ۴۳۰ (۱۷٫۱)            | ۴۵۰ (۱۷٫۶)            | ۴۲۰ (۱۶٫۵)            | ۴۰۰ (۱۵٫۸)            | ۴۲۰ (۱۶٫۵)            | ۴۱۰ (۱۶٫۳)            | ۴۳۰ (۱۷)              | ۴٬۸۴۰ (۱۹۰٫۷)         |
| منبع: Weatherbase       |                       |                       |                       |                       |                       |                       |                       |                       |                       |                       |                       |                       |                       |

## آموزش و پرورش
وزارت آموزش و پرورش ایالت پوناپی، مدرسه‌های دولتی زیر را اداره می‌کند:
- دبیرستان بیلی اولتر (با نام «پیشین مدرسه مرکزی جزیره پوناپی» و «مدرسه مرکزی جزایر اقیانوس»)[۵]
- دبستان کولونیا[۶]
- دبستان اومینه[۶]

مدرسه‌های خصوصی:
- فرهنگستان مسیحی کالواری[۵]
- مدرسه ادونتیست روز هفتم[۵]
- دبیرستان کاتولیک بانوی ما رحمت (میکرونزی)[۷]